# The Final Oddition
The Final Oddition är Voice of a Generations fjärde och sista studioalbum, utgivet på CD och LP av Burning Heart Records 2004.

## Låtlista
1. "Cause for Alarm"
2. "Itching Fingers"
3. "Decadent & Confident"
4. "Democracy Is Dead"
5. "Bastard"
6. "The Upbringing"
7. "Casualties of War"
8. "Verbal Abuse"
9. "Baseballbat"
10. "Crap Received"
11. "450 Days"
12. "Justice"

### Fotnoter
1. ↑  ”The Final Oddition”. Discogs.com. http://www.discogs.com/Voice-Of-A-Generation-The-Final-Oddition/release/3359130. Läst 25 januari 2012.